# Привокзальная улица (Ржев)

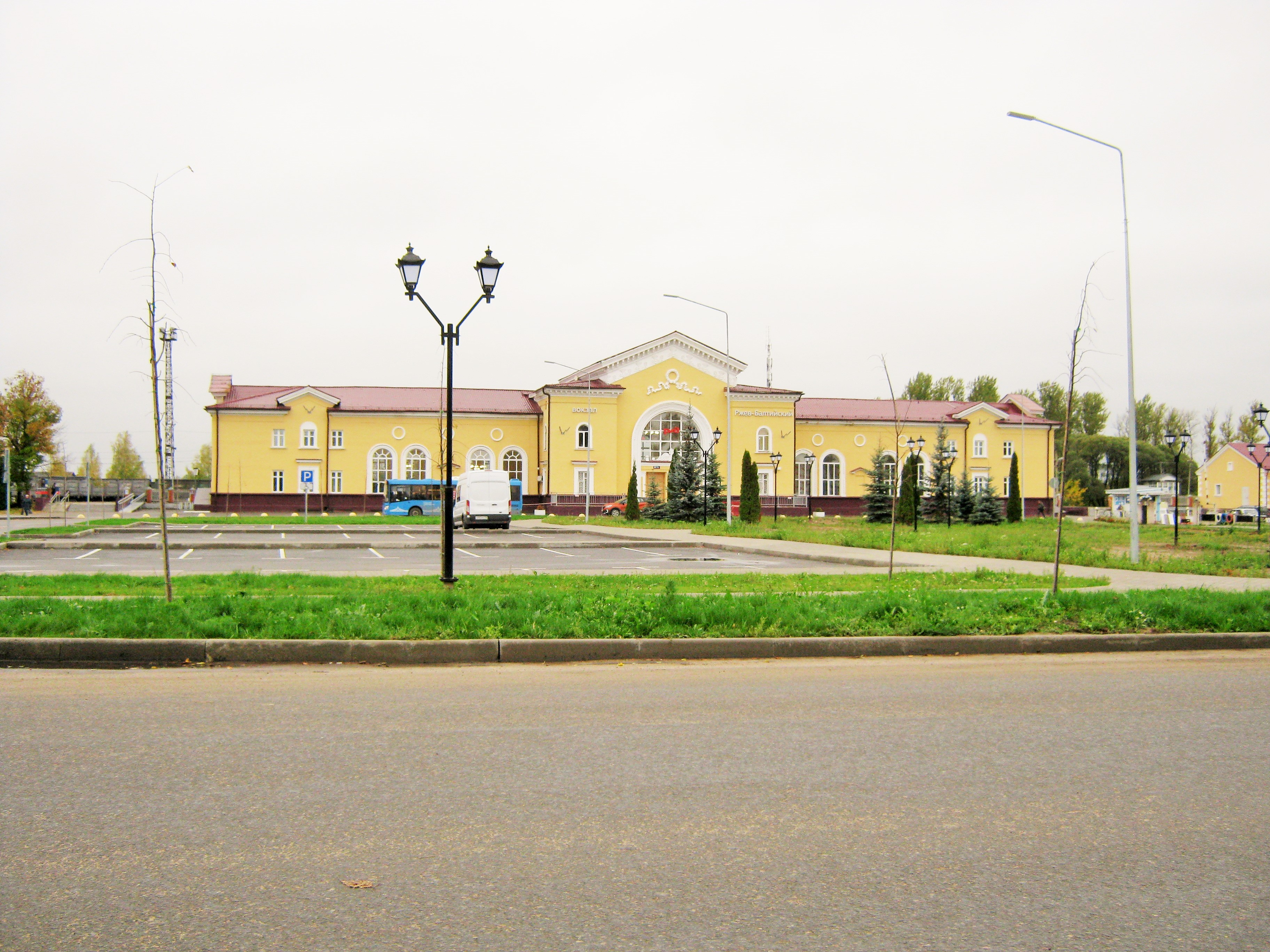
Привокзальная площадь (2022 год)

Привокза́льная улица — улица в южной части города Ржева Тверской области, в пристанционном микрорайоне. Расположена вдоль железнодорожных путей станции «Ржев-Балтийский» (или «Ржев-II»).
Начинается в юго-западной промзоне и тянется на 2,5 км на восток, сопрягаясь с улицами: Вяземской (в районе ж.-д. переезда), Вокзальной, Мира, Московским шоссе, Октябрьской, и заканчивается в тупике за локомотивным депо. По центру улицы, в месте сопряжения с улицей Мира, находится Привокзальная площадь, на которой расположены железнодорожный вокзал «Ржев-II» и автовокзал.
Из объектов инфраструктуры на улице можно выделить: почтовое отделение, сбербанк, продуктовые магазины и латки, вокзальное кафе и буфет, столовая № 9, музей ОЖД.

## Нумерация
Нумерация зданий начинается от Вяземской улицы (с запада). Жилые дома расположены только по нечётную (северную) сторону улицы. Нумерация здесь начинается с дома № 1 и заканчивается домом № 23. По чётную сторону расположены — железнодорожный вокзал «Ржев-II», автовокзал и служебные железнодорожные строения.

## Происхождение названия
Название получила в советское время, в связи с её расположением близ железнодорожного вокзала.

## Здания и сооружения

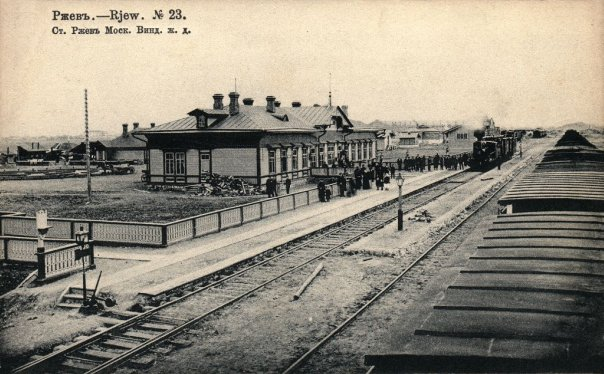
Станция «Ржев-Балтийский» в начале XX века

Жилую часть улицы составляют двух-трёхэтажные дома, барачного типа, построенные в конце 1940-х годов, предназначавшиеся для расселения работников Локомотивного депо и железнодорожной станции «Ржев-II». Исключение составляют здание общежития ОЖД и две пятиэтажки на углу с Московским шоссе.
- Градостроительную ценность как образец промышленного зодчества начала XX века представляет здание ремонтного цеха локомотивного депо «Ржев» (дом № 18). Здание построено в 1901 году в стиле промышленного модернизма и имеет круглые в плане паровозные сараи постановка локомотивов в которые осуществляется с помощью поворотного круга. В советское время депо носило обозначение ТЧ-32. С 2010 года реорганизовано в эксплуатационное локомотивное депо ТЧЭ-32 «Ржев», ремонтный цех был передан дорожным мастерским по ремонту ССПС.
- Величественное здание вокзала «Ржев-II» (дом № 12) было отстроено в современном виде в 1952 году, реконструировано в 2000 году. Первое довоенное здание вокзала, полностью уничтоженное во время войны, существовало с 1902 по 1941 гг., и располагалось в конце Московского (Виндавского) шоссе.

На улице расположены следующие здания и объекты инфраструктуры:
По нечётной стороне:
- № 1а — Юго-западная промзона
- № 1, 3, 5 — Трёхэтажные жилые дома
- № 7, 9, 13, 15 — Двухэтажные жилые дома
- № 11 (Московское шоссе, д. 1) — Отделение Сбербанка России № 1559
- № 17 — Общежитие работников ОЖД
- № 17а — Магазин
- № 21 (Октябрьская улица д.74) — Локомотивное депо «Ржев» (цех эксплуатации), ржевский филиал центрального музея ОЖД

По чётной стороне:
- № 2 — ОАО «Маслозавод раомэз»
- № 4, 6 — Пристанционные строения
- № 8 — Локомотивное депо «Ржев» (управление)
- № 10 — Почтовое отделение, телефонный узел
- № 12 — Вокзал станции «Ржев-II»
- № 14 — Автовокзал, буфет
- № 14а — Супермаркет «Пятёрочка»
- № 16 — Отдел тверской межрайонной транспортной прокуратуры, опорная линейная техническая библиотека и архив станции «Ржев-II»,
- № 18 — Локомотивное депо «Ржев» (цех ремонта) 1901 г.п., столовая № 9 РЖД
- № 26 — ОАО «Ржевская маслосырбаза»

## Памятники
- Памятник воинам 204-й воздушно-десантной бригады в феврале 1942 года закрепившимся на плацдарме Мончалово — Окороково и оказавшим содействие войскам 29-й армии при выходе их из окружения (был установлен в 2012 году в сквере у вокзала «Ржев-II». В 2022 году перенесён на набережную Волги[1])
- Стела «Честь и Слава труду» рядом с локомотивным депо «Ржев»
- Мемориальная доска на здании вокзала «Ржев-II», посвящённая факту прохождения В. И. Лениным в 1920 году первой после революции переписи населения, проездом через данную станцию
- Мемориальная доска ржевским железнодорожникам, участникам революционных событий 1905 года на здании ремонтного цеха локомотивного депо «Ржев» (дом № 18)
- Мемориальная доска работникам локомотивного депо погибшим в годы Великой Отечественной войны 1941—1945 гг. на здании ржевского филиала центрального музея ОЖД
- Мозаичное панно «железнодорожник» над входом в здание ремонтного цеха локомотивного депо «Ржев» (дом № 18)

## Фотогалерея

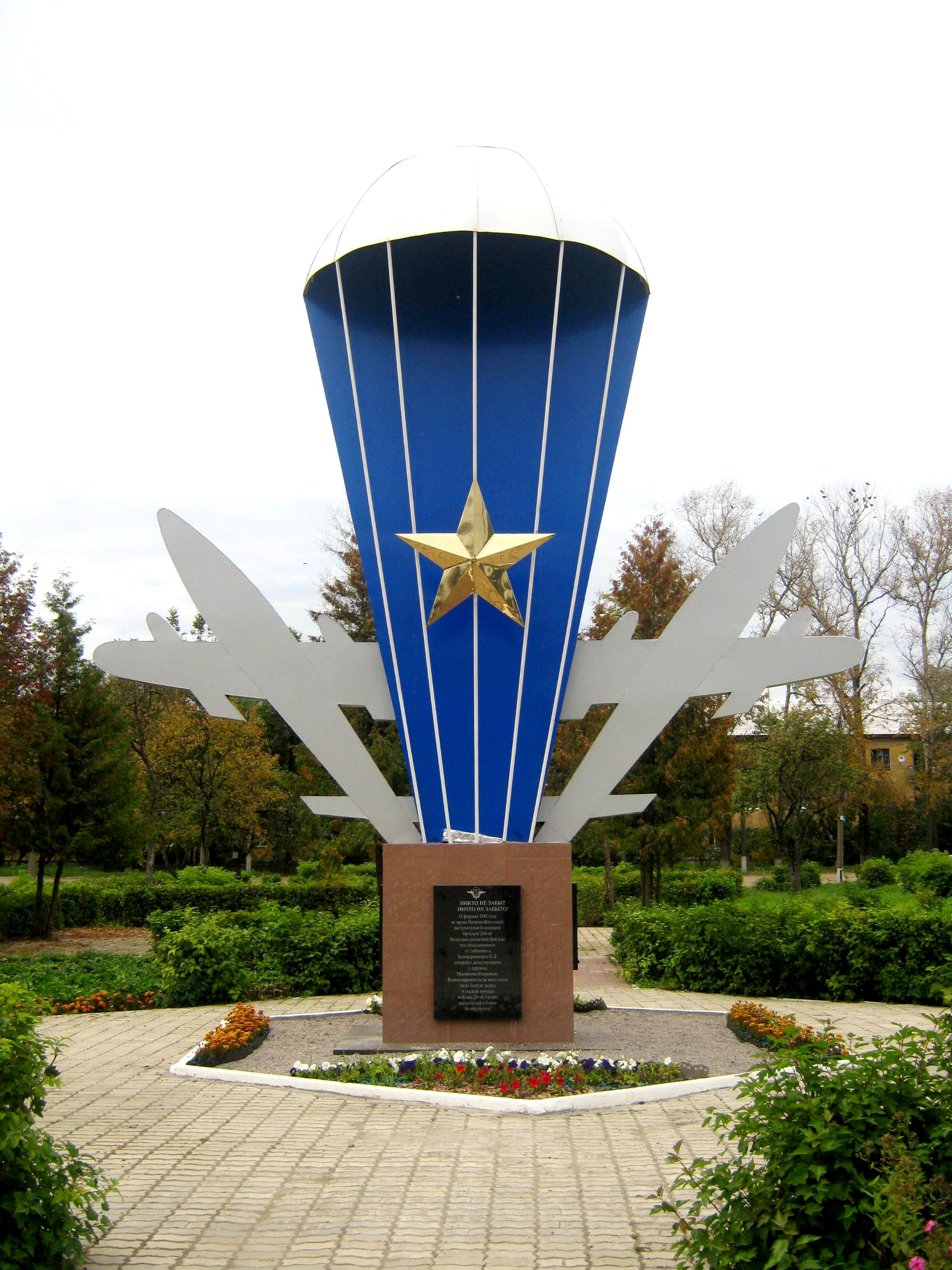
Памятник десантникам в сквере у вокзала (установлен в 2012 году. В 2022 году перенесён на набережную Волги)
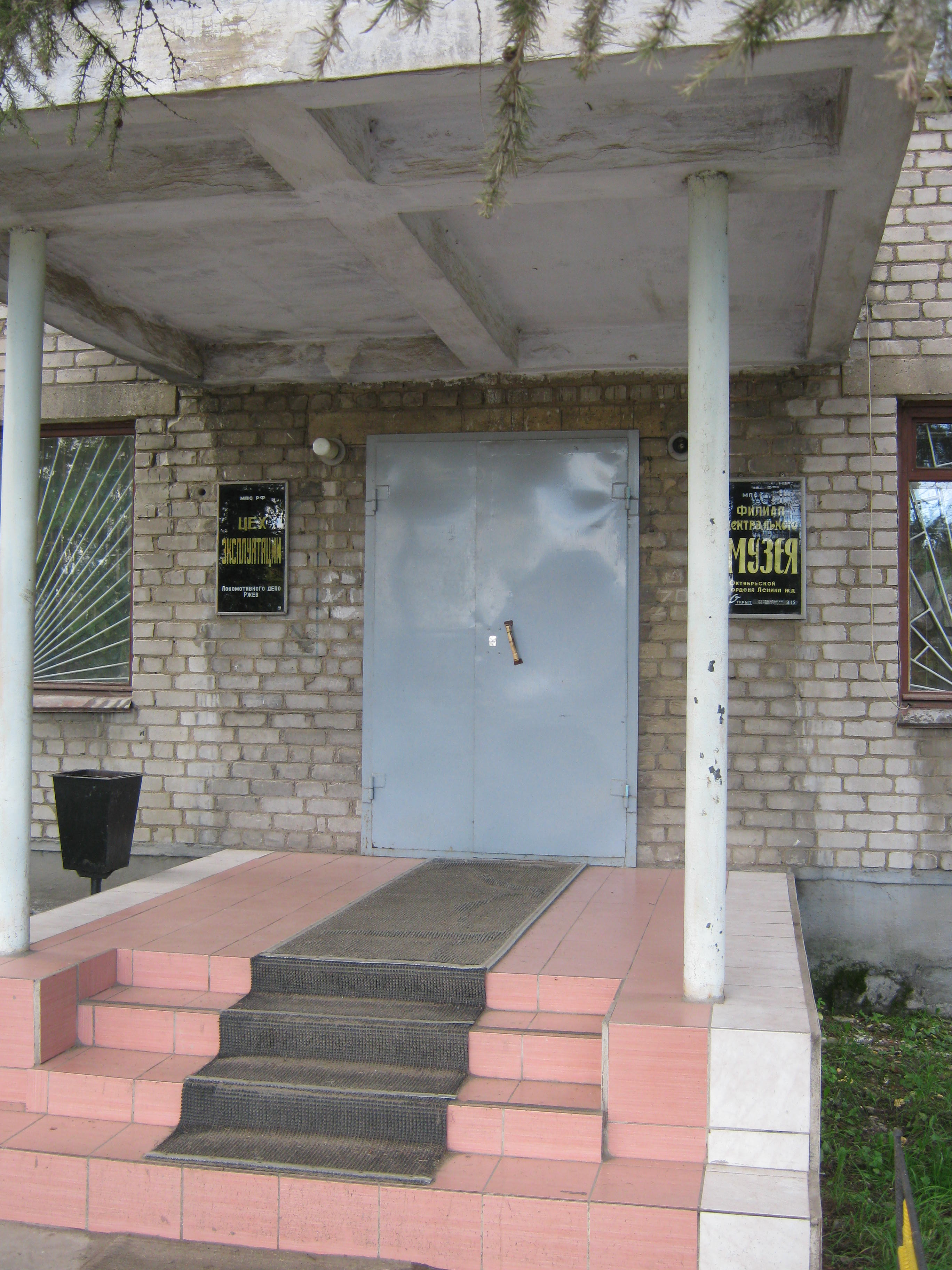
Вход в филиал музея ОЖД (Привокзальная, д. 21/74)
Мемориальная доска работникам депо (Привокзальная, д. 21/74)
Табличка на здании ремонтного цеха депо (Привокзальная, д. 18)

Мемориальная доска ржевским железнодорожникам (Привокзальная, д. 18)
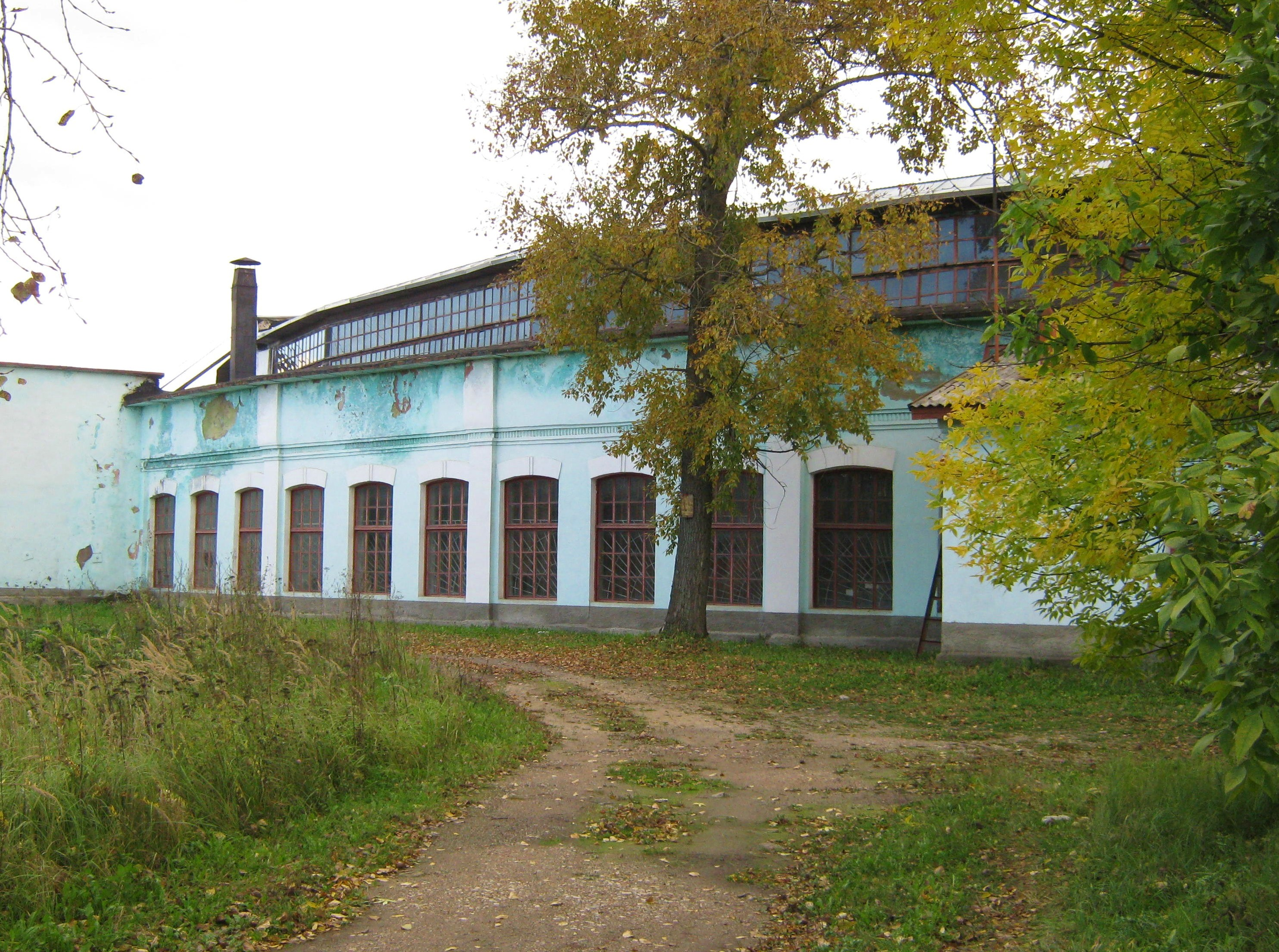
Здание ремонтного цеха локомотивного депо «Ржев» (Привокзальная, д. 18)
Мозаичное панно над входом в депо (Привокзальная, д. 18)
Стела «Честь и Слава труду»

## Транспорт
- От здания вокзала «Ржев-II» по городу отправляются автобусы №: 1, 4, 8, 9, 16
- По Привокзальной улице (на улицу Мира) следуют автобусы №: 24, 33
- От автовокзала отправляются пригородные и междугородние автобусы

## Смежные улицы
- Улица Мира
- Улица Вокзальная
- Московское шоссе
- Октябрьская улица
- Вяземская улица